# دنی شی (پدرخوانده)
دانیل برندان شی، یک شخصیت داستانی در رمان‌های پدرخوانده برمی گردد (۲۰۰۴) و انتقام پدرخوانده (۲۰۰۶) مارک وینگاردنر است. نقش او بر اساس دادستان کل و سناتور ایالات متحده رابرت اف کندی ساخته شده‌است.

## پیش زمینه
دنی، همان‌طور که خانواده اش با محبت او را صدا می‌کنند، در یک محله فقیرنشین در برانکس بزرگ می‌شود. پدرش، میکی شی، سنگ فروش است و آنها با همکاری ویتو کورلئونه ثروتمند می‌شوند. در اوایل دهه ۱۹۵۰، او دستیار دادستان کل کشور در نیویورک می‌شود.
وی به عنوان درگیر در لحظات مهم تاریخ آمریکا مانند ترور محافظ فیدل کاسترو ، بحران موشکی کوبا، ضربه به کارمین مارینو و پیگرد قانونی برای ارباب جنایت، مانند کارلو ترامونتی، به تصویر کشیده شده‌است. وی به عنوان دادستان پرونده ترامونتی به تصویر کشیده شده‌است.
در سال ۱۹۶۴، برادرش ترور می‌شود و دنی می‌فهمد که چه کسی پشت آن بوده‌است. وی از سمت دادستان کل کنار می‌رود و در سال ۱۹۶۶ برای فرمانداری نیوجرسی نامزد می‌شود. وی در سال ۱۹۶۸ کاندیدای ریاست جمهوری شد، اما به روشی مشابه برادرش ترور شد.